# 피아노매니아
피아노매니아(Pianomania)는 독일에서 제작된 로버트 시비스, 릴리언 프랭크 감독의 2009년 다큐멘터리 영화이다. 피에르 로랑 에마르 등이 주연으로 출연하였고 로버트 시비스 등이 제작에 참여하였다.

## 출연

### 주연
- 피에르 로랑 에마르
- 스테판 크눕퍼

### 조연
- 랑랑

## 제작진
- 공동제작: 빈센트 루카센
- 음향: 앤스가 프레리치
- 음향: 사빈 파노시안
- 음향: 니클라스 카머톤스